# Alloperla serrata
Alloperla serrata är en bäcksländeart som beskrevs av James George Needham och Peter Walter Claassen 1925. Alloperla serrata ingår i släktet Alloperla och familjen blekbäcksländor. Inga underarter finns listade i Catalogue of Life.